# Эргльский край
Э́ргльский край (латыш. Ērgļu novads) — бывшая административно-территориальная единица в центральной части Латвии, в историко-культурной области Видземе. Край состоял из трёх волостей, центром края являлось село Эргли.
Край был образован 1 июля 2009 года из части расформированного Мадонского района.
Площадь края составляла 379,5 км². Граничил с Огрским, Аматским, Вецпиебалгским, Мадонским, Плявинским, Кокнесским краями.
В 2021 году в результате новой административно-территориальной реформы Эргльский край был упразднён.

## Население
На 1 января 2010 года население края составляло 3535 человек. 
Национальный состав населения края по итогам переписи населения Латвии 2011 года:
| Национальность | Численность, чел. (2011) | %        |
| -------------- | ------------------------ | -------- |
| Латыши         | 2985                     | 93,49 %  |
| Русские        | 120                      | 3,76 %   |
| Белорусы       | 28                       | 0,88 %   |
| Украинцы       | 10                       | 0,31 %   |
| Поляки         | 22                       | 0,69 %   |
| Литовцы        | 9                        | 0,28 %   |
| Другие         | 19                       | 0,60 %   |
| всего          | 3193                     | 100,00 % |

## Территориальное деление
- Сауснейская волость (латыш. Sausnējas pagasts), центр — Сидрабини;
- Эргльская волость (латыш. Ērgļu pagasts), центр — Эргли;
- Юмурдская волость (латыш. Jumurdas pagasts), центр — Юмурда.